# Nottingham Challenger 2025
Il Nottingham Challenger 2025 è stato un torneo maschile di tennis professionistico. È stata la 2ª edizione del torneo, facente parte della categoria Challenger 75 nell'ambito dell'ATP Challenger Tour 2025, con un montepremi di 91 000 €. Si è giocato dal 6 al 12 gennaio 2025 sui campi in cemento indoor del Nottingham Tennis Centre di Nottingham, nel Regno Unito.
Inaugurato nel 2024, nel luglio del 2025 si sarebbe disputata la terza edizione del torneo.

## Partecipanti

### Teste di serie
| Nazionalità | Giocatore          | Ranking* | Testa di serie |
| ----------- | ------------------ | -------- | -------------- |
| Giordania   | Abedallah Shelbayh | 250      | 1              |
| Lituania    | Edas Butvilas      | 252      | 2              |
| Regno Unito | Jay Clarke         | 264      | 3              |
| Stati Uniti | Aidan Mayo         | 271      | 4              |
| Croazia     | Dino Prižmić       | 292      | 5              |
| Croazia     | Mili Poljičak      | 295      | 6              |
| Belgio      | Michael Geerts     | 298      | 7              |
| Lussemburgo | Chris Rodesch      | 300      | 8              |

* Ranking al 30 dicembre 2024.

### Altri partecipanti
I seguenti giocatori hanno ricevuto una wild card per il tabellone principale:
- Anton Matusevich
- Ryan Peniston
- Henry Searle

Il seguente giocatore è entrato in tabellone con il ranking protetto:
- Kalin Ivanovski

I seguenti giocatori sono passati dalle qualificazioni:
- Alexis Gautier
- Lukáš Pokorný
- Tristan Lamasine
- Raul Brancaccio
- Patrick Zahraj
- Nicolai Budkov Kjær

Il seguente giocatore è entrato in tabellone come lucky loser:
- Norbert Gombos

## Punti e montepremi
| Torneo    | Torneo              | V     | F     | SF    | QF    | 2T    | 1T  | Q | Q2  | Q1  |
| Singolare | Punti               | 75    | 44    | 22    | 12    | 6     | 0   | 4 | 2   | 0   |
| Singolare | Premi in denaro (€) | 9,880 | 5,820 | 3,450 | 2,000 | 1,165 | 720 | – | 360 | 185 |
| Doppio    | Punti               | 75    | 44    | 22    | 12    | –     | 0   | – | –   | –   |
| Doppio    | Premi in denaro (€) | 4,250 | 2,450 | 1,480 | 880   | –     | 500 | – | –   | –   |

## Campioni

### Singolare
Viktor Durasovic ha sconfitto in finale  Henry Searle con il punteggio di 7–6(6), 3–6, 6–1.

### Doppio
Jonáš Forejtek /  Michael Vrbenský hanno sconfitto in finale  Jiří Barnat /  Filip Duda con il punteggio di 7–6(5), 7–6(5).